# Estação Maracanaú
A Estação Maracanaú é uma estação de metrô integrante da Linha 1 - Vermelha (Linha Sul) do Metrô de Fortaleza, operada pela Companhia Cearense de Transportes Metropolitanos (Metrofor). Localiza-se na Praça Henrique Mendes, conhecida popularmente como Praça da Estação de Maracanaú, no centro histórico do município pertencente a Região Metropolitana de Fortaleza (RMF), no Estado do Ceará, Brasil.

## Histórico

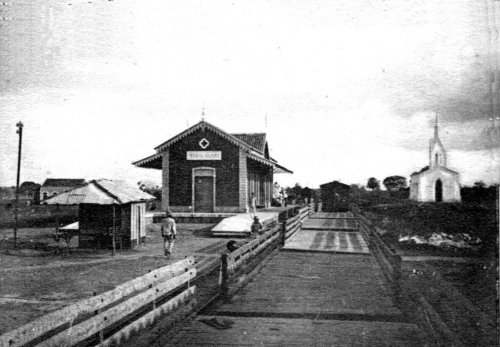
Estação de Maracanaú, c. 1880

Com a inauguração da linha férrea em Maranguape, no ano de 1875, houve uma luta para estende-la até o povoado da lagoa de Maracanaú. O movimento acabou dando certo, tendo a estação do povoado inaugurada no mesmo ano, fazendo assim, com que a historia da estação seja mais antiga que o próprio município, que só foi emancipado do municio de Maranguape em 5 de julho de 1983. 
Aproximadamente treze anos após o início das obras, a Linha Sul realizou sua viagem inaugural em 15 de junho de 2012. O trem percorreu, pela primeira vez com passageiros, 15 quilômetros, saindo da estação Carlito Benevides, no município de Pacatuba, até a estação Parangaba, em Fortaleza, realizando o percurso em 15 minutos.
A solenidade da viagem inaugural, que contou com a presença de diversas autoridades, marcou a entrega do primeiro trecho (Carlito Benevides ↔ Parangaba), no qual está localizada a estação Maracanaú. A partir daquele dia, a linha passou a funcionar em operação assistida. Durante esse período, a Linha Sul operou de forma limitada. Inicialmente, a operação ocorria de segunda a sexta-feira, das 9h às 12h, com um headway (intervalo entre os trens) de 20 minutos. O tempo de operação foi progressivamente estendido ao longo da operação assistida e após o início da operação comercial, até chegar ao horário atual: de segunda a sábado, das 5h30 às 23h. A operação comercial da linha teve início em 1º de outubro de 2014.

## Características
É uma estação de superfície, com plataforma central e estruturas em concreto aparente.
Conta ainda com mapas de localização, sistemas de sonorização, além de possuir acessos, piso tátil e elevadores para pessoas portadoras de deficiência. A estação e a única do sistema a contar com uma plataforma elevatória para cadeirantes e deficientes físicos, uma vez que devido o projeto da estação ser datado de 2001, três anos antes da aprovação da Lei de Acessibilidade de 2004, a estação não contava com elevadores mas não sofreu alterações em seu projeto mesmo após a aprovação da lei. O problema só foi corrigido em 2016 com a implantação da estão plataforma elevatória.

### Acessibilidade
A estação conta com piso tátil, mapas de localização em braile e sistema de sonorização para pessoas com deficiência visual; painéis explicativos e painéis de LED localizadas nas plataformas para portadores de deficiência auditiva, além de toda a equipe de funcionários bem treinados e especializados para atender aos usuários em qualquer situação.
A estação dispõe de duas plataformas elevatórias permanentes, instalados em substituição dos elevadores, que não puderam ser construídos nesta estação devido a restrições técnicas do projeto, que ajudam no acesso de pessoas com deficiência à plataforma de embarque. São máquinas que elevam cadeira de rodas ou carrinho de bebê, possibilitando subir ou descer escadas.  As plataformas elevatórias não são necessárias em outras estações do metrô porque, em todas as paradas, os elevadores fazem a subida e descida das pessoas com deficiência ou das mães e pais com carrinho de bebê, sendo a estação de Maracanaú uma exceção.
As plataformas fixas suportam até 150 quilos, e são instalada nas paredes das escadas da estação. O equipamento é ligado com uma chave acionada pelo agente do metrô. A máquina abaixa o piso onde será colocado o passageiro, que então é afivelado sobre a plataforma. O funcionário aciona o botão que move o aparelho para cima ou para baixo. A plataforma móvel, em sua estrutura inferior, apresenta uma esteira que se encaixa nos degraus da escada. Quando o equipamento é ligado, essa esteira se move, subindo ou descendo a escada.

### Acessos
O Acesso a estação pode ser realizado pela Avenida Padre José Holanda do Vale ou pela praça da estação, ambos os acessos levam o usuário diretamente ao nível do bloqueios, onde por meio de escadas pode se ter acesso ao plataforma de embarque e desembarque.